# Jim Price (Baseballspieler)
Jimmie William Price, Spitzname Smokey (* 13. Oktober 1941 in Harrisburg, Pennsylvania; † 7. August 2023) war ein professioneller US-amerikanischer Baseballspieler in der Major League Baseball. Price war auf der Position des Catchers und des Pinch Hitters eingesetzt (Trikot-Nummern 34 & 12). Er spielte von 1967 bis zum 13. September 1971 bei den Detroit Tigers. Sein Gehalt von 1967 bis 1968 belief sich auf 18.500 US-Dollar.

## Sonstiges
Price wurde 1995 zur Kinston Professional Baseball Hall of Fame hinzugefügt.